# Kwangmyong (intranet)

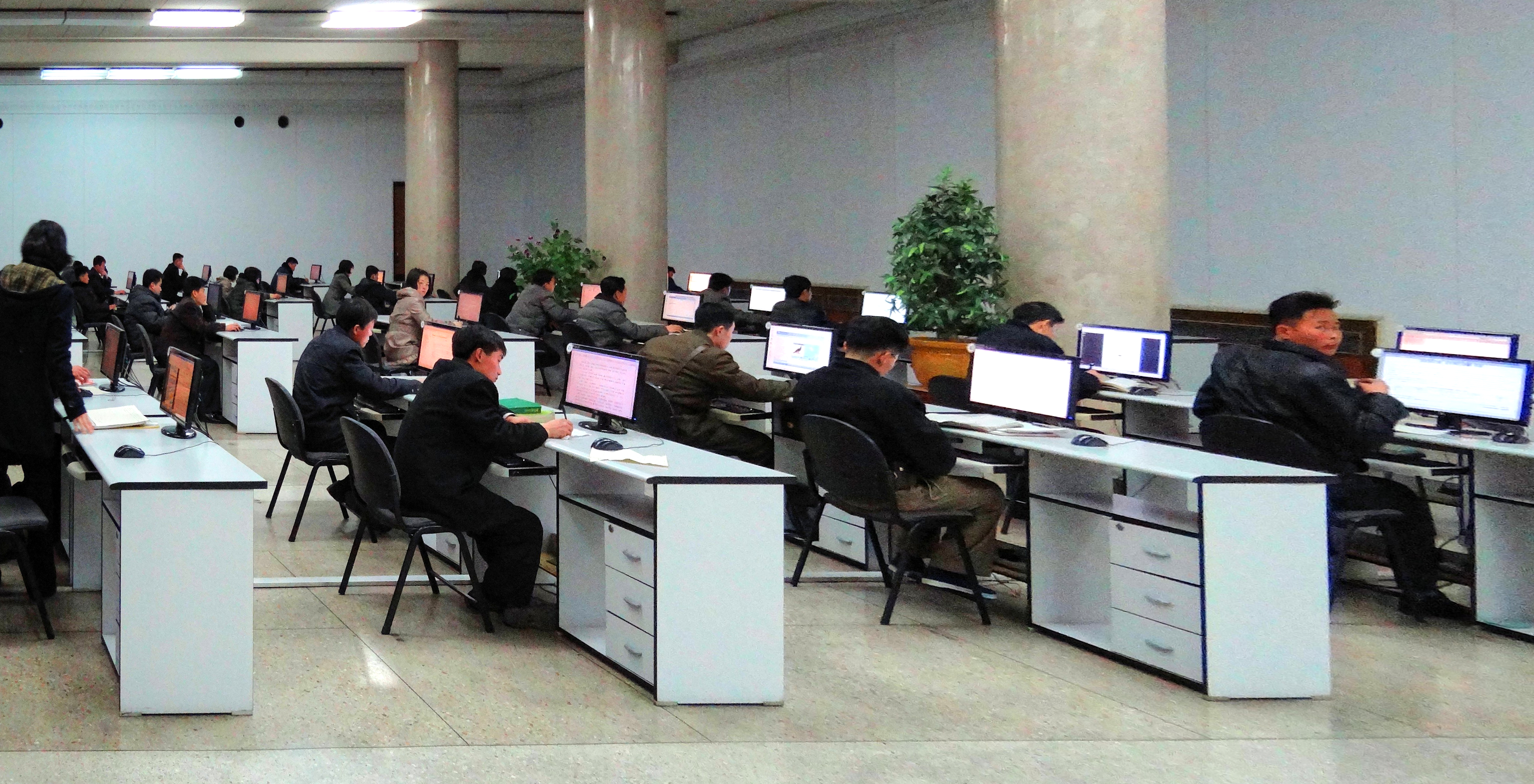
O sală de calculatoare cu acces la Kwangmyong în Marele Palat de Studii al Poporului din Phenian.

Kwangmyong (Chosŏn'gŭl: 광명; Hancha⁠(d): 光明; spaniolă Brillante, română "Briliant") este intranetul național de tip „grădină împrejmuită” al Coreei de Nord, inițiat în anul 2000. Este accesibil prin navigatoare web, încorporează servicii de e-mail, grupuri de știri și un motor de căutare intern. Rețeaua are propriul DNS (Domain Name System) pentru a utiliza nume de domenii care nu sunt utilizate de internetul public. Paginile sale web pot fi accesate printr-o adresă URL sau o adresă IP.
În Coreea de Nord, doar un număr mic de oameni au permisiunea de a folosi internetul global cu permisiune guvernamentală, așa că Kwangmyong este singura rețea de calculatoare disponibilă locuitorilor săi. Este un serviciu gratuit de uz public.

## Descriere
Conceput exclusiv pentru utilizarea în Coreea de Nord, Kwangmyong nu este conectat direct la Internet, astfel încât utilizatorii săi să nu poată accesa surse de informații străine sau pentru a preveni scurgerea de informații clasificate. Funcționează ca un tip de cenzură, împiedicând accesul la informații nedorite. Prin urmare, subiectele și informațiile sensibile sunt puțin probabil să apară în Kwangmyong din cauza absenței unui link extern. Kwangmyong este întreținut de Korea Computer Center, care asigură accesul la informații „acceptabile” prin rețea. Cu toate acestea, cantități mari de materiale de pe Internet intră în Kwangmyong după ce au fost procesate.

## Acoperire
Kwangmyong este accesibil din marile orașe din Coreea de Nord și din provinciile lor, precum și din universități și entități industriale și comerciale importante. Există mai multe cafenele internet în Phenian.

## Conținut
- Informații despre politică, economie, știință, cultură și alte domenii ale cunoașterii.
- Serviciul național de știri.
- Un serviciu de e-mail similar cu e-mailul de pe internetul global.
- O rețea de socializare.[7]
- Departamentele de cercetare ale universităților, lucrări și informații partajate în rețea prin interschimburi academice virtuale.
  - Academia de Științe pentru Știință și Tehnologie (Chosongul: 과학기술전시관 Hancha: 科學技術展示館).
  - Academia de Științe pentru Științe Medicale (Chosongul:[nefuncțională]
).
- Pagini web ale diverselor agenții guvernamentale, guverne provinciale, instituții culturale și universități, precum și principalele entități comerciale și industriale.
- Pagini web de internet cenzurate (majoritatea pe subiecte științifice). La cerere, pagini web întregi pot fi descărcate de pe Internet, revizuite și redactate, pentru a fi postate pe Kwangmyong.[2]
- O bibliotecă electronică (Chosongul).
- Unele magazine virtuale ale entităților comerciale.[8]

Începând cu 2014, s-a estimat că Kwangmyong are între 1.000 și 5.500 de pagini web.

## Acces la rețea
Kwangmyong are acces nelimitat 24 de ore pe zi, printr-o conexiune dial-up. Începând cu 2013, o serie de tablete Android, inclusiv Samjiyon⁠(d), care oferă acces la Kwangmyong, erau deja disponibile pentru cumpărare în Coreea de Nord.

## Limbi
Limba principală de interfață a rețelei este limba coreeană, fiind întreținută de peste 2.000 de experți lingvistici, conform informațiilor oficiale, pentru a-și extinde serviciile în rusă, chineză, engleză, franceză, germană și japoneză, cu un serviciu de traducere în linie în timp real pentru toate cele șapte limbi, precum și o bază de date care conține mai mult de 2.000.000 de cuvinte pentru a ajuta utilizatorii care nu vorbesc limbi străine.

## Controlul informațiilor
Fără o conexiune directă la internetul global, informațiile nedorite nu pot intra în rețea. Informațiile sunt filtrate și procesate de agențiile guvernamentale înainte de a fi găzduite pe intranetul nord-coreean. Cuba și Birmania folosesc, de asemenea, un sistem de rețea similar, separat de internet, iar Iranul intenționează să implementeze o astfel de rețea.

## Linkuri externe
- BBC: Testarea versiunii nord-coreene a internetului - include un videoclip
- Economist: Coreea de Nord și Internetul
- Rețeaua Kwangmyong
- Diviziunea digitală a Peninsulei Coreene
- Marinarii pustnici de la Phenian Arhivat în 13 iunie 2007, la Wayback Machine. ， CIA (în engleză)